# محفزات لا شعورية
محفزات لا شعورية مصطلح في علم النفس والأعصاب يطلق على المثيرات التي تكون تحت عتبة ادراك الحواس. مثل الرسائل المخفية في وسائط مثل الفيديو أو الصوت أو الصور الكارتونية المتحركة. لا يدعم هذه الفكرة أدلة قوية ويصنف كثير مما تتضمنه ضمن مفهوم الإستسقاط ومفاهيم العلوم الزائفة الأخرى. من الأمثلة عليه إظهار صورة تدوم لمدة 1/100 من الثانية اثناء عرض فيلم معين، تدعو هذه الصورة المشاهدين إلى اقتناء شئ معين مثل شراء مشروب غازي بماركة معينة، فيقوم المشاهدون بشراء ذلك المشروب زعماً من مروجي مفهوم المنبه دوين العتبة أو الإدراك الخفي.

## التأثير
لا يوجد بحث طبي أو عصبي حتى الآن يُشير إلى دور حقيقي للصور التي تعرض بسرعة فائقة ضمن فيديو معين أو الاصوات التي تعرض في الخلفية بشكل غير واضح ضمن الموسيقى. المفهوم روج له جيمس فيكاري (james vicary) في نهاية الخمسينات زاعماً انه قام بدراسة اثبت فيها ارتفاع نسبة شراء الفشار والكوكاكولا اثناء عرض صورة تدعو المشاهدين لشراء هذين المنتجين في فلم النزهة (Picnic) لمدة تدوم 1/3000 من الثانية غير ان احداً لم ير هذه الدراسة وسرعان ما أنكر فيكاري دراسته هذه عام 1962 غير أنها وجدت أرضية لها في السبعينات اثر فضيحة ووترغيت مع انعدام الثقة بالحكومة الامريكية والاعتقاد ان الحكومة تسعى لفعل امور معينة على الناس دون رغبتهم بالإضافة إلى انتشار كتب تروج لهذه المزاعم كانت اقوى من حيث الاسلوب لا من حيث الطرح من الدراسة الكاذبة لفيكاري.

## المثيرات البصرية
الكلام عن مثيرات المؤثرة على البصر تعني الحديث عن الطيف المرئي من الألوان والذي يبدأ عند اللون الأحمر وينتهي عند اللون البنفسجي طيف مرئي هنالك تدرجات أخرى موجودة تحت اللون الأحمر تسمى (الاشعة تحت الحمراء) لها ذات طاقة الألوان المرئية ولكن التردد المختلف لها يجعل من المتعذر على العين من رؤيتها كما (الاشعة الفوق بنفسجية)

## المثيرات السمعية
يمكننا ان نقول ان المثيرات السمعية تكون كذلك وهوا ان تسمع صوت صراخ، بُكاء، كلام غير سليم ألخ
ويمكن ان نفسيتك وعقلك يتأثرا بصورة غير صحيحا عندما تسمع هاذِ ألأشياء
مثال1 (عندما تسمع صراخ تنجعف ولن تتحمل وستدخل في حالة عصبية، خاصة ان كنت معتاد على هدوء)
مثال2 (عندما تسمع بُكاء يمكن ان تتأثر نفسيتك طبعا هنالك أنواع من البكاء بكاء ام بكاء اب بكاء اخ بكاء صديق بكاء طفل بكاء انسان بكاء كاذب ولتأثيرات السمعية تختلف لكل بكاء)
ويمكن ان تسمع اصوات جميلَ
كأصوات العصافير، صوت موسيقى هادءَ، كلام سليم، الخ
مثال1 (عندما تسمع صوت العصافير يرتاحُ قلبك وترتاح نفسيتك)
مثال2(عندما تسمع موسيقا هادءَ يرتاح عقلك وترتاح اعصابك)